# 허정범 (배우)
허정범(2001년 5월 13일 ~ )은 대한민국의 배우이다. 2011년 영화 《기생령》으로 데뷔했다.

## 방송

### 드라마
- 《각시탈》 (2012) - 마을 주민 역
- 《앵그리맘》 (2015) - 학교 폭력 피해 학생 준호 역

## 영화
- 기생령 (2011) - 성욱 역
- 고백 (2011) - 주연
- 댄싱퀸 (2012) - 석훈 역
- 가문의 영광5-가문의 귀환 (2012) - 초등학교 일진 패거리3 역
- 남쪽으로 튀어 (2013) - 급식 식판 아이 역